# NGC 7833
NGC 7833 is een meervoudige ster in het sterrenbeeld Pegasus. Het hemelobject werd op 18 november 1886 ontdekt door de Franse astronoom Guillaume Bigourdan.